# Always (dal)
Az Always (magyarul: Mindig) az azeri AySel és az iráni-svéd Arash dala, mellyel Azerbajdzsánt képviselték a 2009-es Eurovíziós Dalfesztiválon Moszkvában. A dal belső kiválasztás során nyerte el a dalversenyen való indulás jogát.

## Eurovíziós Dalfesztivál
2009. február 5-én vált hivatalossá, hogy a duó képviselheti Azerbajdzsánt a dalfesztiválon. A dalt 2009. március 3-án mutatták be hivatalosan.
A dalt először a május 14-én rendezett második elődöntőben, fellépési sorrendben tizenkettedikként adták elő, a Magyarországot képviselő Ádok Zoli Dance with Me című dala után és a Görögországot képviselő Sakis Rouvas This Is Our Night című dala előtt. Az elődöntőből továbbjutottak a május 16-i döntőbe, ahol fellépési sorrendben tizenegyedikként léptek fel, az Oroszországot képviselő Anastasiya Prykhodko Mamo című dala után és a Bosznia-Hercegovinát képviselő Regina Bistra voda című dala előtt. A szavazás során a harmadik helyen végeztek 207 ponttal, Törökországtól 12 pontot kaptak.
A következő azeri induló Safura Drip Drop című dala volt a 2010-es Eurovíziós Dalfesztiválon.